# Tephrina griseata
Tephrina griseata är en fjärilsart som beskrevs av William Schaus 1898. Tephrina griseata ingår i släktet Tephrina och familjen mätare. Inga underarter finns listade i Catalogue of Life.